# 拉戈阿阿莱格里
拉戈阿阿莱格里（葡萄牙語：Lagoa Alegre）是巴西皮奥伊州的一个市镇。总面积394.658平方公里，总人口7855人，人口密度19.9人/平方公里。